# Комсомольское муниципальное образование (Балаковский район)
Комсомольское муниципальное образование — упразднённое сельское поселение в Балаковском районе Саратовской области Российской Федерации.
Административный центр — село Комсомольское.

## История
Статус и границы сельского поселения были установлены Законом Саратовской области от 27 декабря 2004 года № 103-ЗСО «О муниципальных образованиях, входящих в состав Балаковского муниципального района».
Законом Саратовской области от 28 апреля 2015 года № 41-ЗСО, Быково-Отрогское, Еланское, Комсомольское, Кормёжское, Красноярское, Маянгское, Наумовское, Новоелюзанское, Новополеводинское, Пылковское и Сухо-Отрогское муниципальные образования преобразованы, путём объединения, во вновь образованное «Быково-Отрогское муниципальное образование Балаковского муниципального района Саратовской области» с административным центром в селе Быков Отрог.

## Население
| 2010 | 2011 | 2012 | 2013 | 2014 | 2015 |
| ---- | ---- | ---- | ---- | ---- | ---- |
| 375  | →375 | ↘372 | ↘366 | ↘354 | ↘351 |

## Состав сельского поселения
| № | Населённый пункт | Тип населённого пункта       | Население |
| - | ---------------- | ---------------------------- | --------- |
| 1 | Березовка        | село                         | ↘100      |
| 2 | Комсомольское    | село, административный центр | ↘183      |
| 3 | Новоуспенка      | село                         | ↘92       |